# Route départementale 13 (Hautes-Pyrénées)
Pour les articles homonymes, voir Route départementale 13.
La route départementale 13, ou RD 13, est une route départementale des Hautes-Pyrénées reliant Lourdes à Gaillagos.

## Descriptif

### Longueur
L'itinéraire présente une longueur de 34 km.

### Nombre de voies
La RD 13 est sur la totalité de son tracé bidirectionnelle à deux voies.

### Tracé
La RD 13 traverse le département au sud de l’agglomération de Lourdes, à partir de Lourdes depuis la route départementale D 937 et rejoint Gaillagos à l'intersection de la D 918 (route des cols).
Elle coupe du nord au sud la route départementale D 913 au niveau de Beaucens.
Elle est entièrement dans le Pays des Vallées des Gaves.
Elle raccorde le Pays de Lourdes par la vallée de Batsurguère, puis la vallée de Davant-Aiga au Val d'Azun, dans le Lavedan.

## Communes traversées
- Lourdes
- Ségus
- Omex
- Ossen
- Aspin-en-Lavedan
- Lugagnan
- Ger
- Geu
- Boô-Silhen
- Ayros-Arbouix
- Préchac
- Beaucens
- Pierrefitte-Nestalas
- Saint-Savin
- Arcizans-Avant
- Arras-en-Lavedan
- Sireix
- Bun
- Aucun
- Gaillagos

## Gestion, entretien et exploitation

### Organisation territoriale
En 2021, les services routiers départementaux sont organisés en cinq agences techniques départementales et 25 centres d'exploitation qui ont pour responsabilité l’entretien et l’exploitation des routes départementales de leur territoire. 
La RD 13 dépend de l'agence du Pays de Lourdes et des centres d'exploitation de Lourdes et de Argelès-Gazost.

### Exploitation
En saison hivernale, le département publie une carte des conditions de circulation (C1 circulation normale, C2 délicate, C3 difficile, C4 impossible).

## Galerie

Sélection de vues des villages traversés.
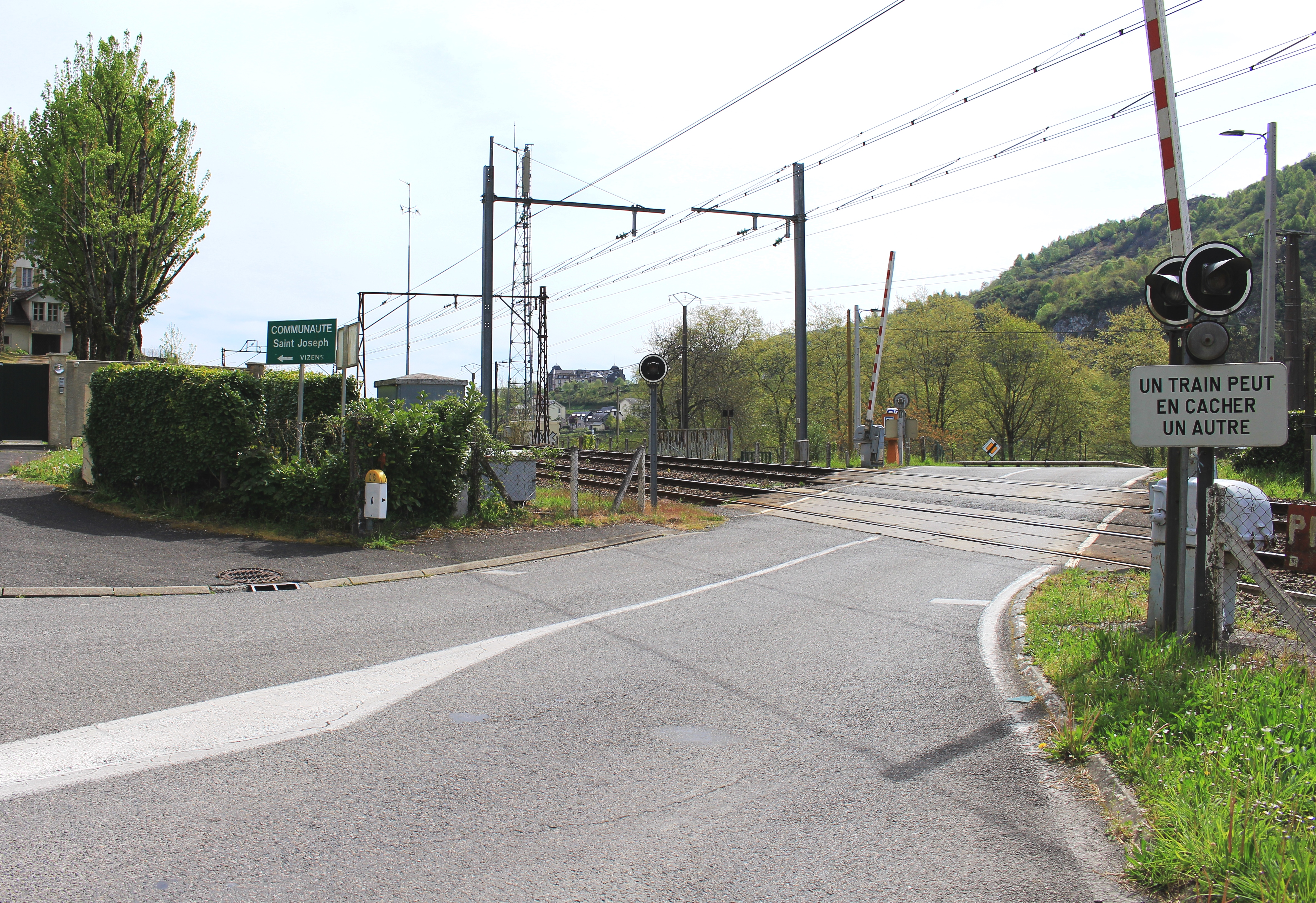
Début de la route.
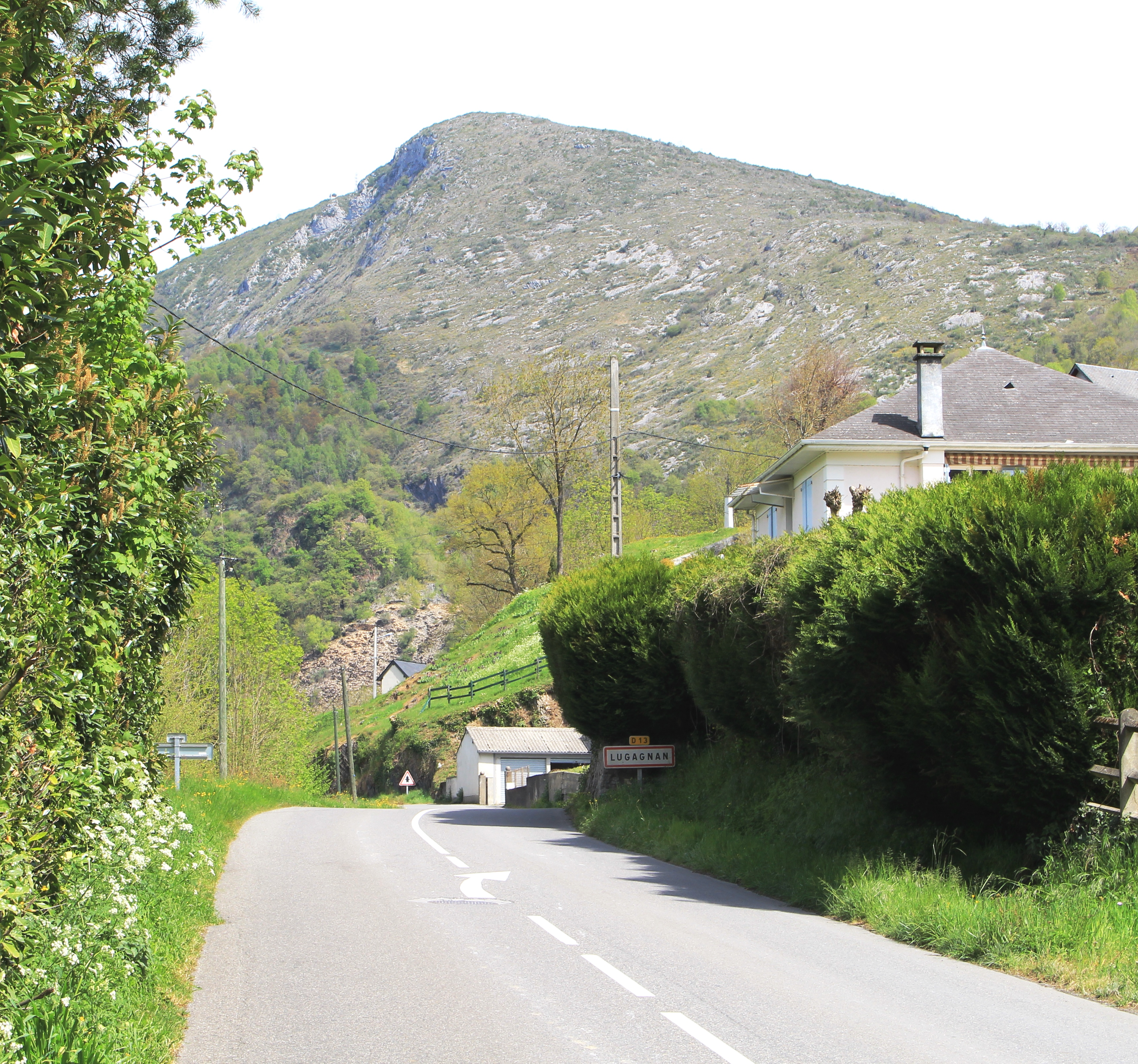
Entrée Sud de Lugagnan.
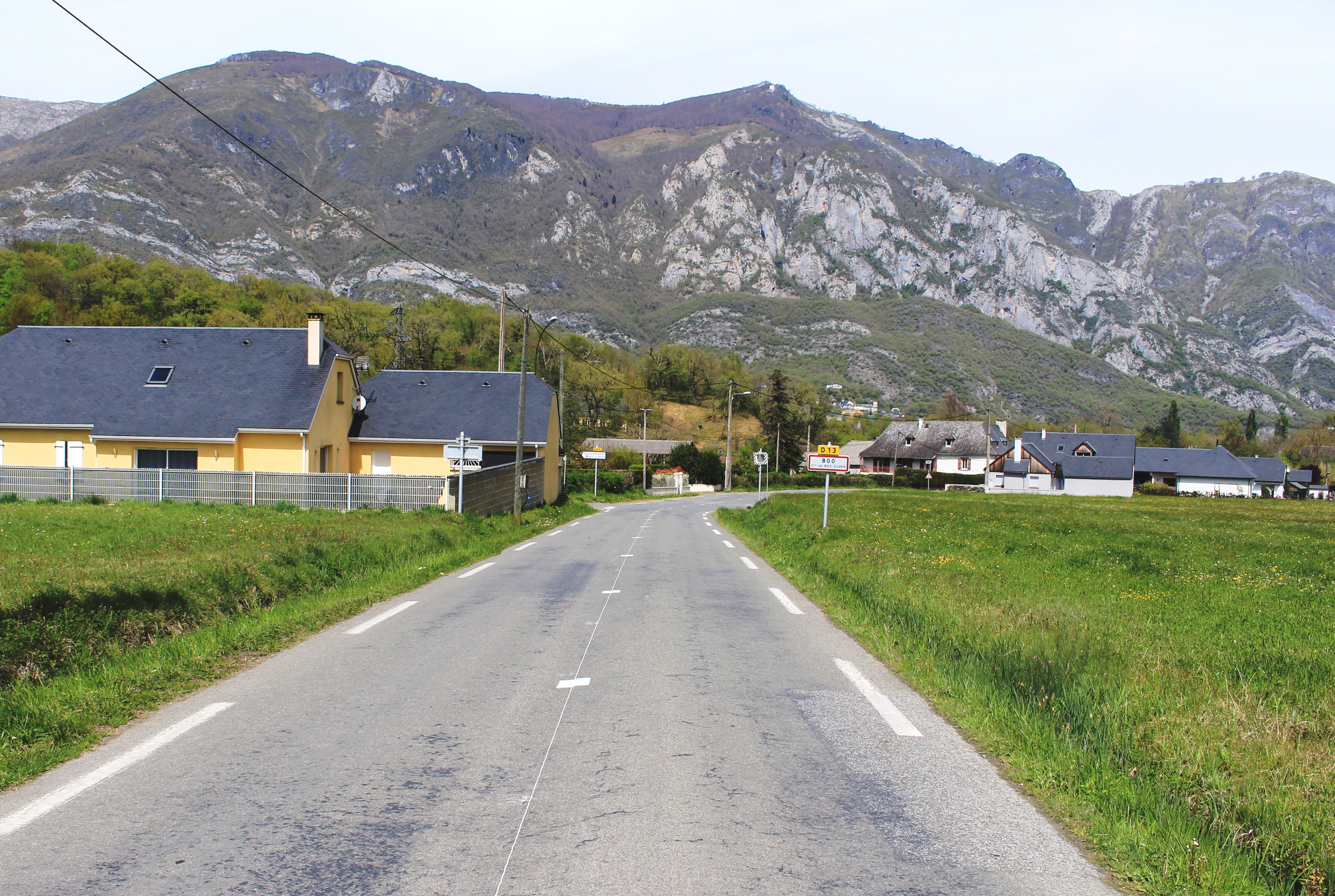
Entrée Nord de Boô-Silhen.
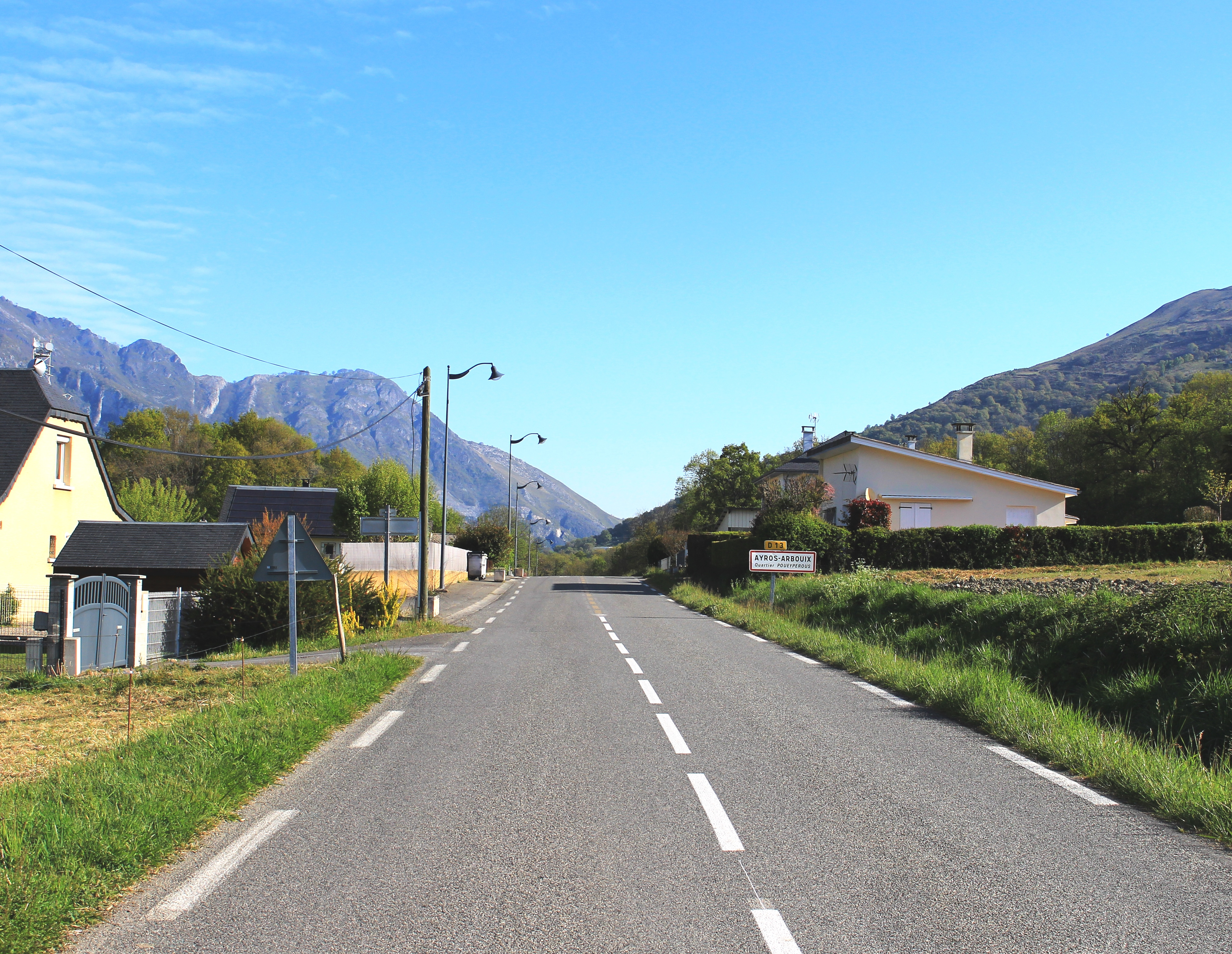
Entrée Nord d'Ayros-Arbouix.
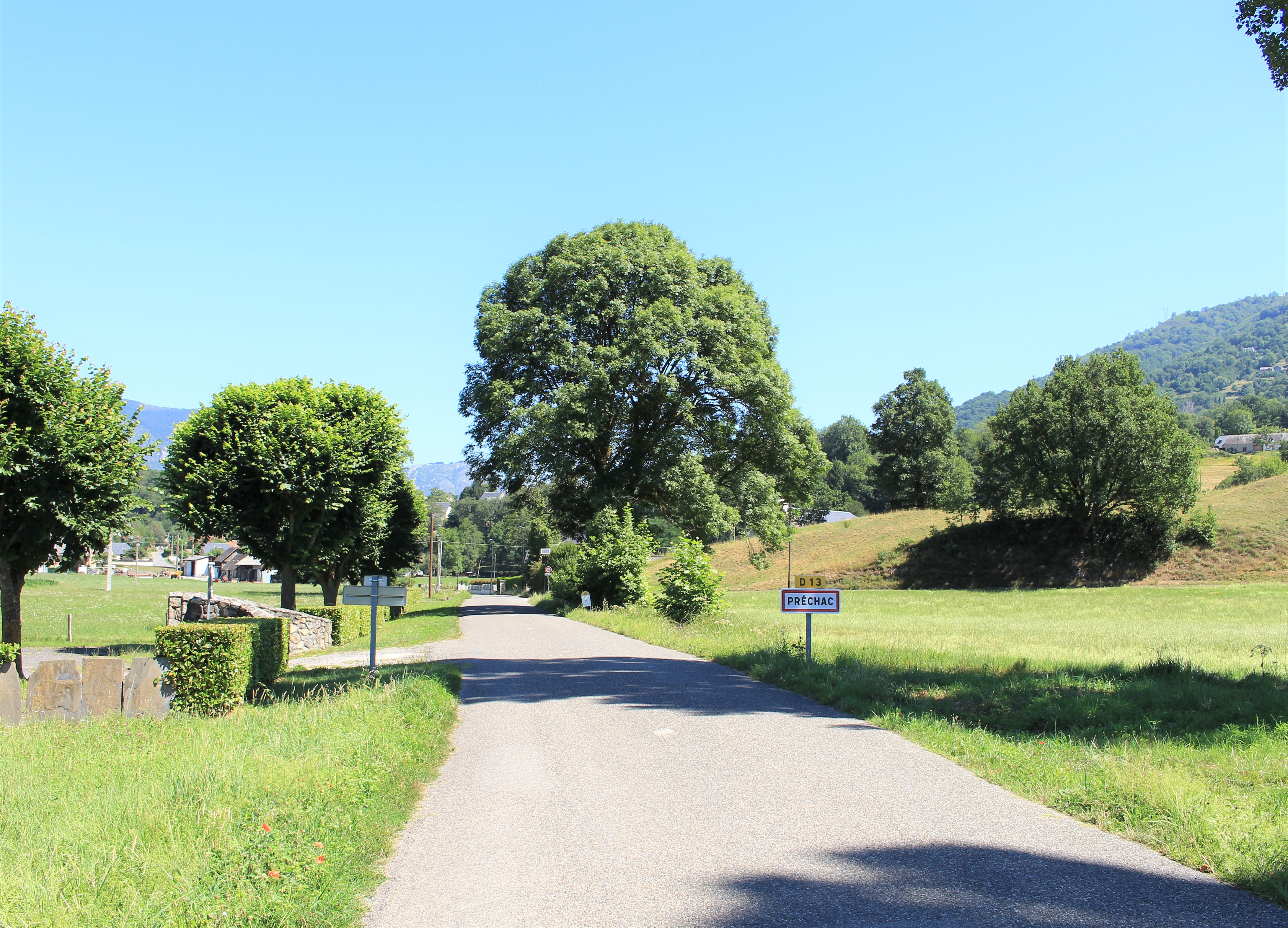
Entrée Sud de Préchac.
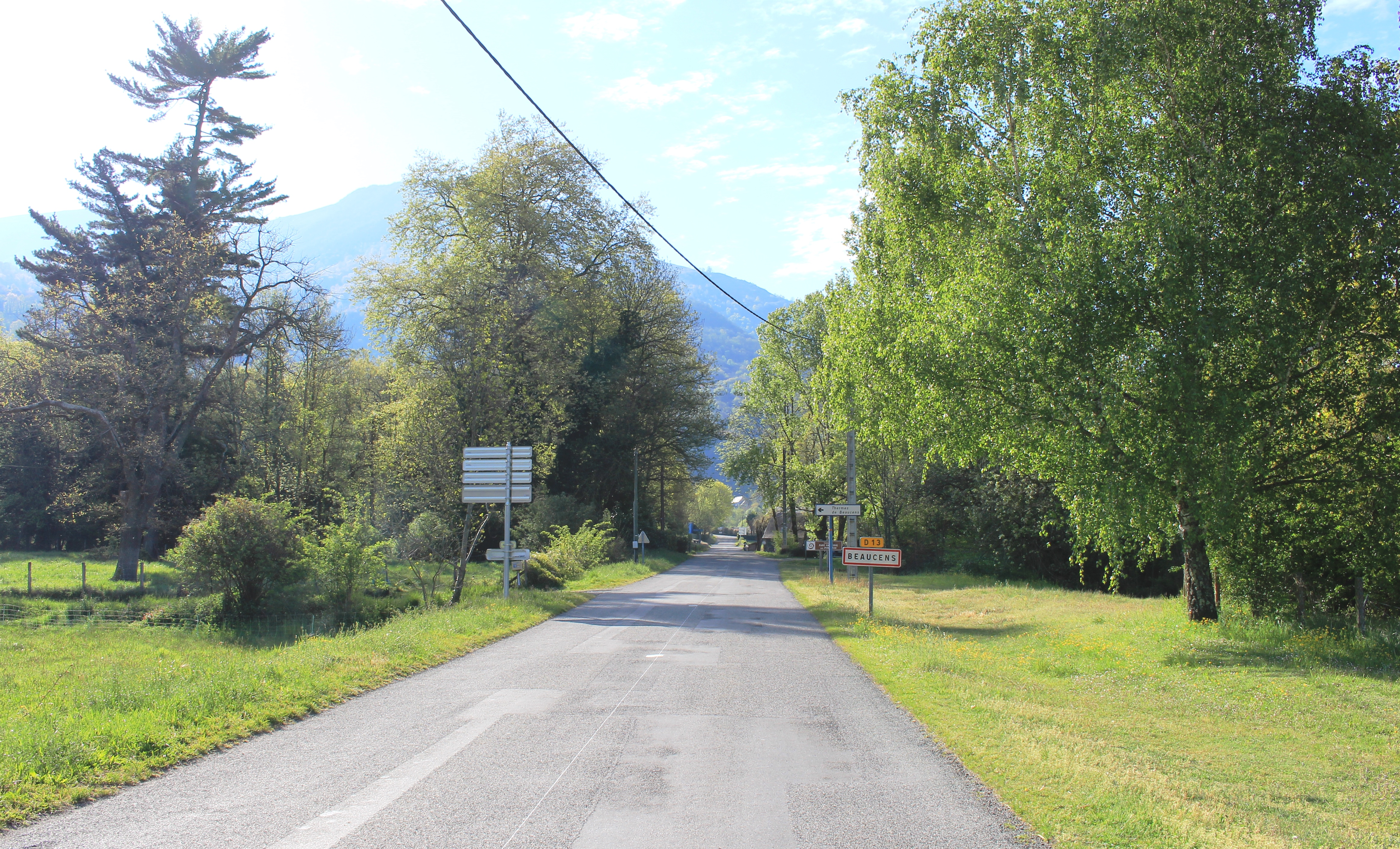
Entrée Nord de Beaucens.
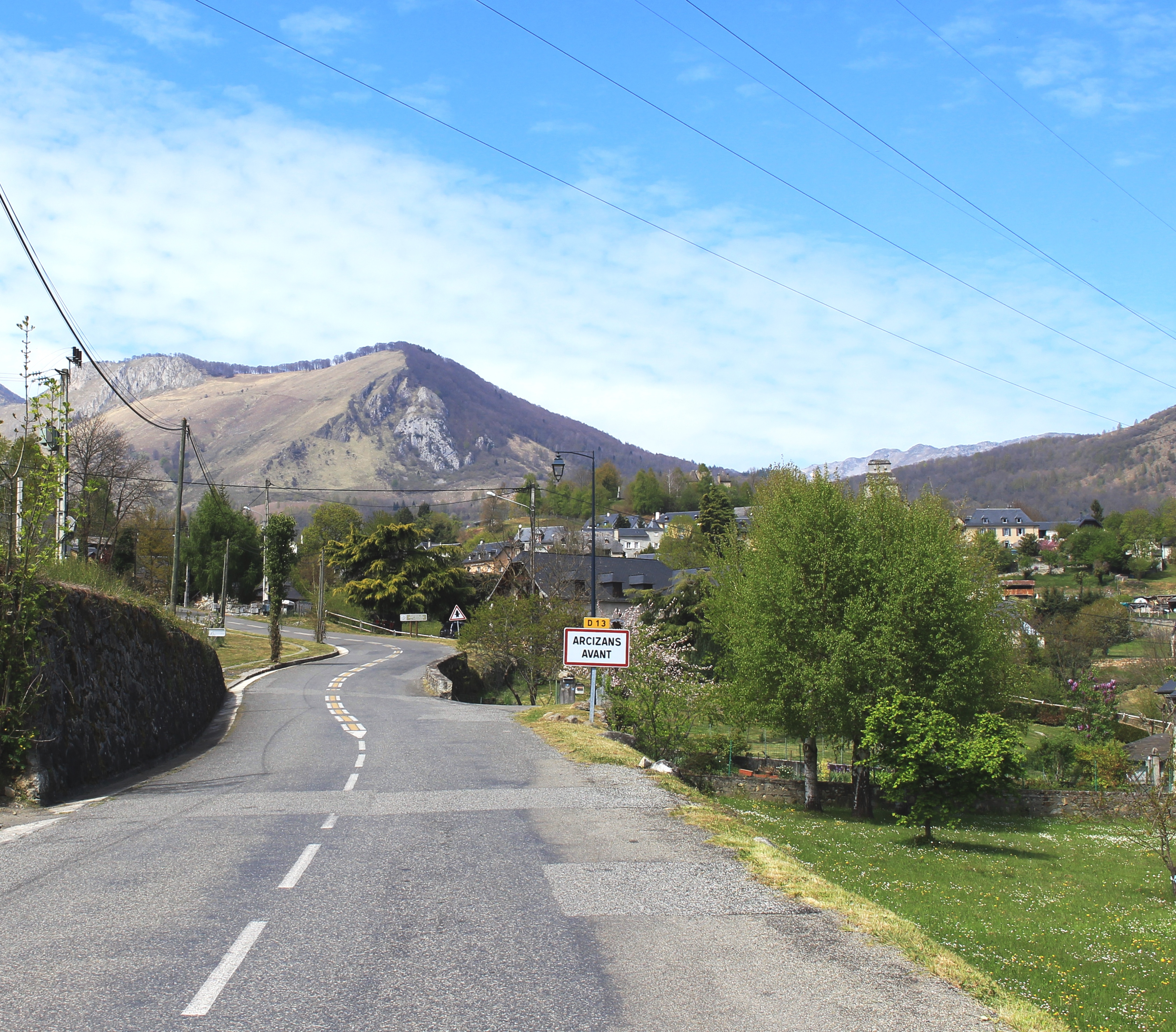
Entrée Est d'Arcizans-Avant.